# 935 Clivia
Clivia è un asteroide della fascia principale del diametro medio di circa 7,87 km. Scoperto nel 1920, presenta un'orbita caratterizzata da un semiasse maggiore pari a 2,2187729 UA e da un'eccentricità di 0,1467276, inclinata di 4,02413° rispetto all'eclittica.
Stanti i suoi parametri orbitali, è considerato un membro della famiglia Flora di asteroidi.
Il suo nome fa riferimento al genere Clivia, che comprende piante della famiglia Amaryllidaceae originarie dell'Africa.